# Tama (gatto)

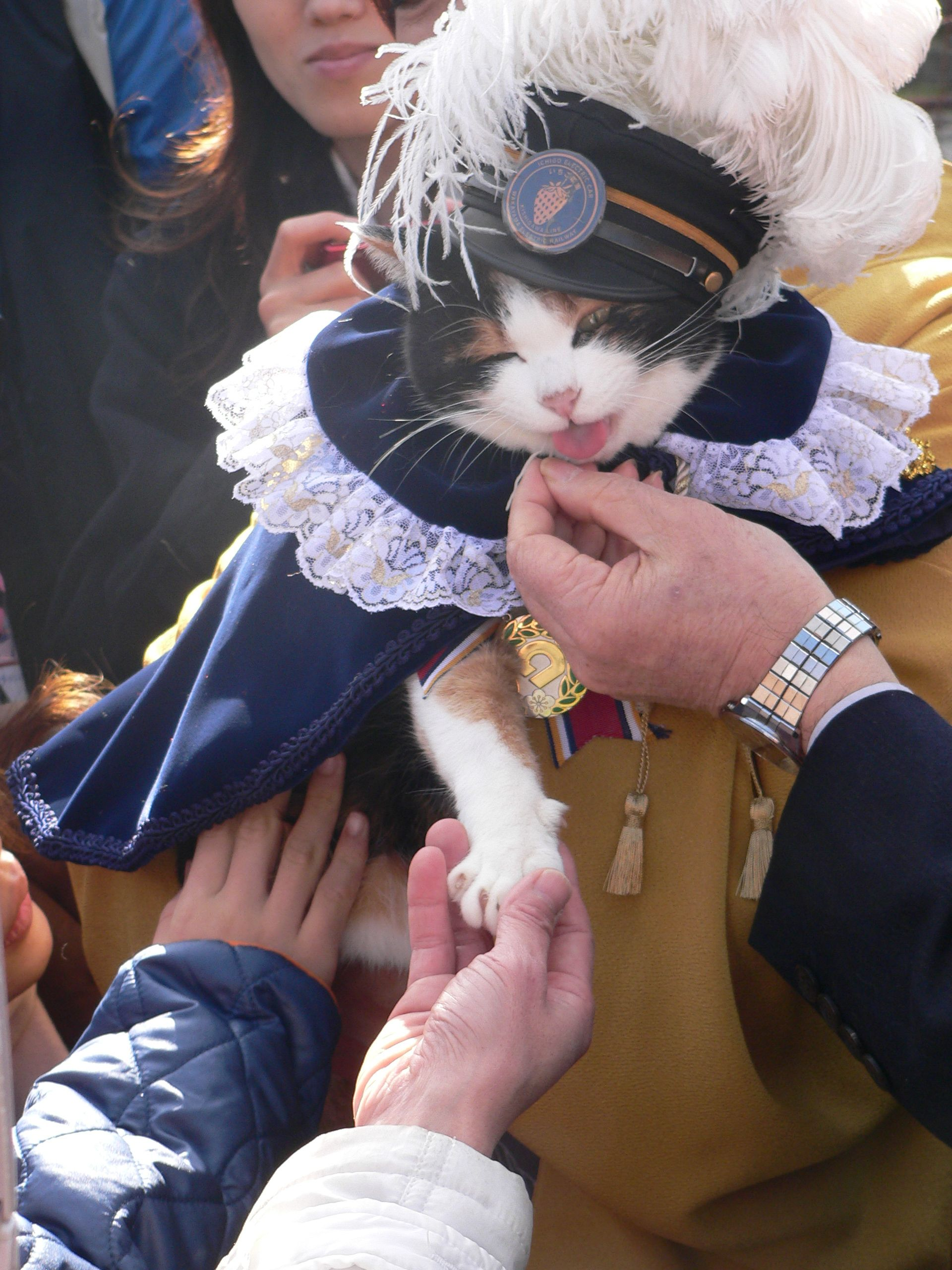
Tama durante la cerimonia per la promozione a Super-Capostazione

Tama (たま?) (Kinokawa, 29 aprile 1999  – Prefettura di Wakayama, 22 giugno 2015) è stata una gatta celebre per aver ricoperto il ruolo di capostazione della stazione di Kishi sulla linea Kishigawa.

## Vita
Adottata da Toshiko Koyama, che all'epoca gestiva in maniera informale la stazione ferroviaria, e nutrita dai passeggeri, dopo la decisione del gestore della ferrovia di tagliare il personale, venne assunta con il ruolo di capostazione nel 2007 con il compito di accogliere i passeggeri in stazione. L'unico compenso dell'animale consisteva in cibo per gatti.
Questa decisione aumentò la popolarità della stazione, allora sull'orlo della chiusura, contribuendo a un aumento del traffico sulla linea fino al 10% solo nel primo anno di servizio della gatta, tanto che nel 2008 fu promossa a "super-capostazione", con tanto di "ufficio" personale ricavato da un box biglietteria. Divenne così la prima impiegata di sesso femminile ad avere una posizione manageriale nella compagnia.
Nel 2009 venne introdotto sulla linea un treno decorato con disegni che la ritraevano.

Tama è stata protagonista di un documentario trasmesso su Arte e di una puntata di Must Love Cats su Animal Planet. 

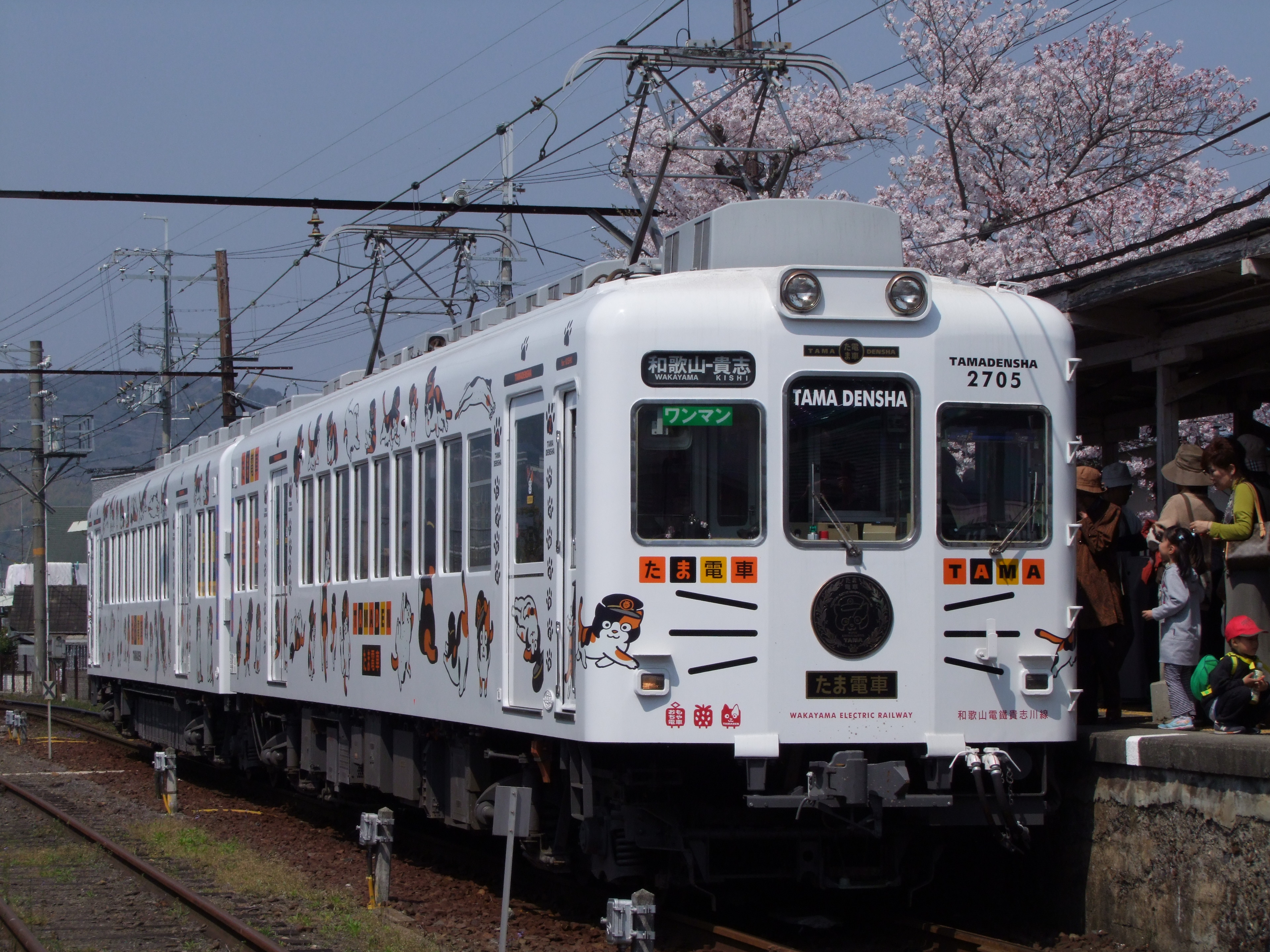
Il treno dedicato a Tama

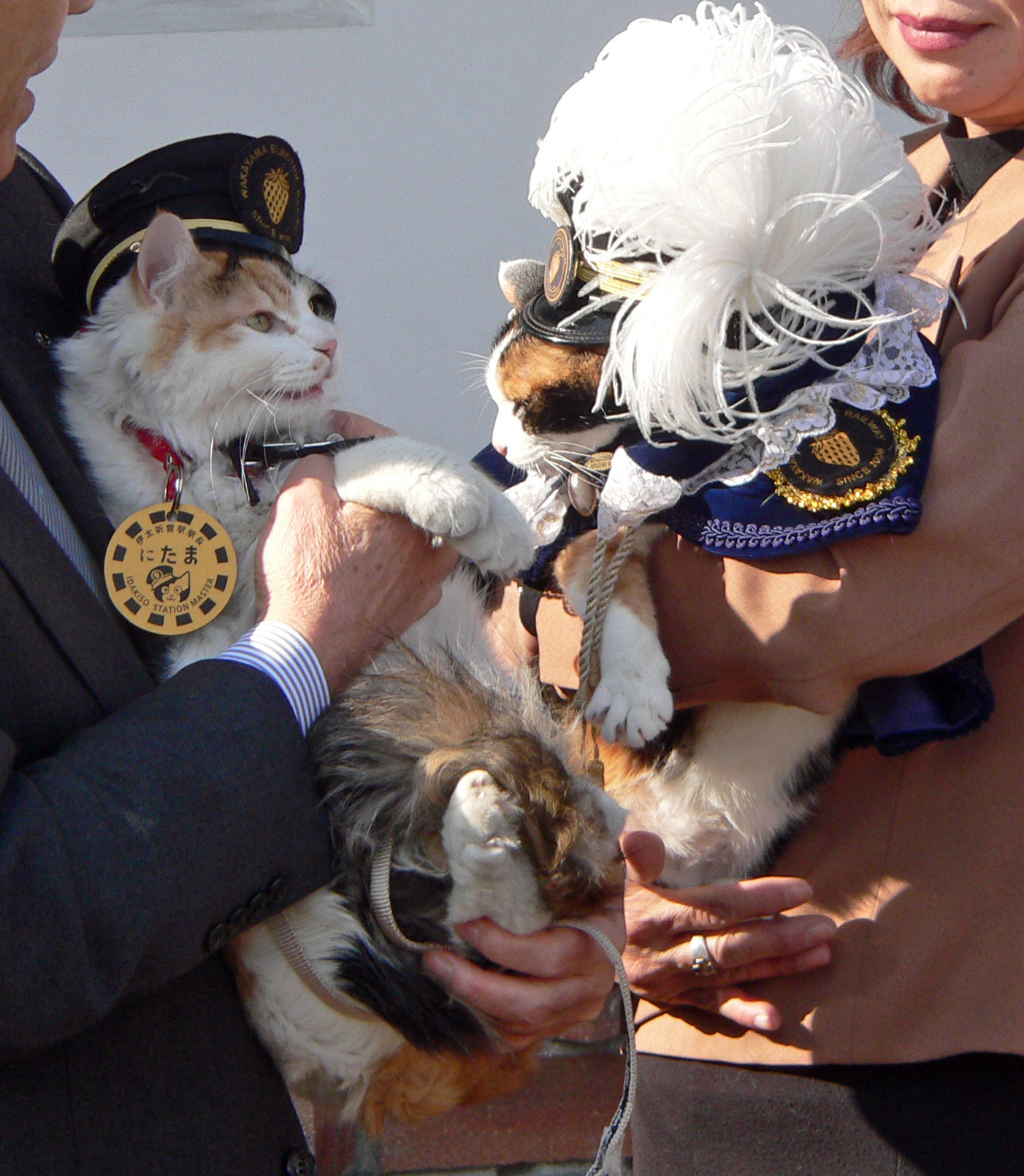
Nitama e Tama

Negli anni la gatta è stata affiancata da altri felini come "assistenti", tra i quali Nitama (にたま?), che è stata prescelta per il ruolo di sua succeditrice.
La sua morte è avvenuta il 22 giugno 2015 in un ospedale veterinario. Alcuni giorni dopo la scomparsa è stato celebrato un funerale shintoista e Tama è stata dichiarata "Onorevole Capostazione per l'Eternità". Verrà onorata in un tempio vicino come divinità.